# Alpheus clamator
Alpheus clamator är en kräftdjursart som beskrevs av William Neale Lockington 1877. Alpheus clamator ingår i släktet Alpheus och familjen Alpheidae. Inga underarter finns listade i Catalogue of Life.